# Ніч у музеї 2
«Ніч у музеї 2», в оригіналі «Ніч у музеї: Смітсонівська битва» (англ. Night at the Museum: Battle of the Smithsonian) — американська пригодницька комедія режисера Шона Леві, що вийшла 2009 року. У головних ролях Бен Стіллер і Емі Адамс.
Сценаристами були Бен Гарант і Томас Леннон, продюсерами — Майкл Барнатан, Кріс Коламбус, Шон Леві та інші. Вперше фільм продемонстрували 14 травня 2009 року у Вашингтоні, США. В Україні у кінопрокаті прем'єра фільму відбулась 20 травня 2009.

## Сюжет
Колишній нічний охоронець Американського музею природознавства Ларрі Дейлі керує компанією, яка розробляє і продає різноманітні винаходи. Повернувшись до музею, він дізнається, що більшість експонатів будуть перевезені до Федерального архіву Смітсонівського інституту і замінені голографічними носіями інформації. Пластина Акменра залишається в музеї, позбавляючи експонати можливості оживати щоночі. Після перевезення Ларрі надходить телефонний дзвінок від Джедедіа, який говорить, що Декстер викрав пластину і забрав її до Смітсонівського інституту. Ларрі їде у Вашингтон, і з допомогою сина Ніка спускається до архіву інституту, видаючи себе за нічного охоронця.
Ларрі виявляє, що його друзі опинилися в контейнері через атаку старшого брата Акменра Камунра, який випадково активував пластину і оживив експонати Смітсонівського інституту. Камунра мріє отримати пластину, так як вона є ключем до воріт у світ мертвих. Порятунку Ларрі допомагають генерал Джордж Армстронг Кастер та авантюрна дівчина Амелія Ергарт, яка стає його супутником по музею. Двоє чоловіків тікають від людей Камунри і потрапляють на репродукцію фотографії «День Перемоги над Японією на Таймс-сквер». В цей же час Камунра формує собі банду з Івана Грозного, Наполеона Бонапарта та Аль Капоне, щоб допомогти захопити Ларрі і отримати пластину. Джедедіа намагається допомогти, але потрапляє до піскового годинника. Камунра, будучи не в змозі відкрити ворота у світ мертвих, посилає Ларрі та Амелію розгадати шифр, інакше Джедедіа помре.
Шукаючи того, хто може допомогти, Ларрі та Амелія закохуються один в одного. Подорожуючи Національним музеєм авіації та космонавтики, вони зіштовхуються зі статуєю 16-го Президента США у Меморіалі Лінкольна. Ларрі відстороняє від польотів усі літаки і ракети, перш ніж група фігурок Альберта Ейнштейна повідомить йому, що шифр пластини — це значення числа пі. Прибулі Наполеон, Іван та Капоне спонукають Ларрі та Амелію уникати використання літака братів Райт. Літак врізається у Смітсонівський інститут, де Камунра використовує отриманий шифр, щоб викликати армію воїнів з пташиними головами. В цей же час Авраам Лінкольн врізається у вікно і лякає воїнів назад у пекло.
Амелія збирає армію союзників, включаючи друзів Ларрі і Кастера, і веде їх до фінальної битви, в ході якої Ларрі отримує пластину, перемагає Камунра і відправляє його у світ мертвих. Амелія доставляє Ларрі та його друзів до Нью-Йорка, прощається з ним і відлітає назад у Вашингтон. Згодом Ларрі продає свою компанію, жертвує гроші на ремонт музею, і залишає експонати, здатні пересуватися вдень як аніматроніки. Повторно найнятий нічним охоронцем Ларрі допомагає жінці, яка нагадує Амелію.

## У ролях

### Люди
| Актор         | Роль                           |
| ------------- | ------------------------------ |
| Бен Стіллер   | Ларрі Дейлі, охоронець у музеї |
| Джейк Черрі   | Нік Дейлі, син Ларрі           |
| Рікі Джервейс | доктор МакФі, директор музею   |
| Емі Адамс     | Тесс                           |
| Мінді Калінґ  | доцентка                       |
| Ед Гелмс      | Ед                             |
| Джордж Форман | камео                          |

### Експонати
| Актор           | Роль                                                                           |
| --------------- | ------------------------------------------------------------------------------ |
| Робін Вільямс   | Теодор Рузвельт, воскова фігура президента США                                 |
| Мізуо Пек       | Сакаджавея, поліуретанова модель жінки племені шошонів                         |
| Емі Адамс       | Амелія Ергарт, одна з перших жінок-пілотів                                     |
| Оуен Вілсон     | Джедедіа, мініатюра ковбоя                                                     |
| Стів Куґан      | Октавіус, мініатюра римського солдата                                          |
| Генк Азарія     | Кахмунра, мумія стародавнього фараона                                          |
| Ален Шаба       | Наполеон I Бонапарт, воскова фігура французького імператора                    |
| Джон Бернтал    | Аль Капоне, фотостенд америкнаського гангстера                                 |
| Крістофер Гест  | Іван Грозний, воскова фігура московського царя                                 |
| Білл Гейдер     | Джордж Армстронг Кастер, воскова фігура американського кавалерійського офіцера |
| Рамі Малек      | Акменра, мумія стародавнього фараона                                           |
| Патрік Галлахер | Аттіла, статуя вождя гунів                                                     |
| Кристал         | Декстер, опудало мавпи сімейства капуцинові                                    |

## Сприйняття

### Критика
Фільм отримав здебільшого негативні відгуки: Rotten Tomatoes дав оцінку 44% на основі 163 відгуків від критиків (середня оцінка 5.1/10) і 47% від глядачів із середньою оцінкою 3.3/5 (508,282 голосів). Загалом на сайті фільм має негативний рейтинг, фільму зарахований «гнилий помідор» від кінокритиків і «розсипаний попкорн» від глядачів, Internet Movie Database — 5,9/10 (123,401 голосів), Metacritic — 42/100 (31 відгук критиків) і 5,5/10 від глядачів (128 голосів). Загалом на цьому ресурсі фільм отримав змішані відгуки і від критиків, і від глядачів.

### Касові збори
Під час показу в Україні, що розпочався 20 травня 2009 року, протягом першого тижня фільм був продемонстрований у 93 кінотеатрах і зібрав 325,705 $, що на той час дозволило йому зайняти 1 місце серед усіх прем'єр. Показ стрічки протривав 8 тижнів і завершився 12 липня 2009 року. За цей час стрічка зібрала 786,266 $. Із цим показником стрічка зайняла 23 місце у кінопрокаті за касовими зборами в Україні 2009 року.
Під час показу у США протягом першого тижня фільм був продемонстрований у 4096 кінотеатрах і зібрав 54,173,286 $, що на той час дозволило йому зайняти 1 місце серед усіх прем'єр. Показ фільму протривав 168 днів (24 тижні) і завершився 1 листопада 2009 року. За цей час фільм зібрав у прокаті у США 177,243,721  доларів США, а у решті світу 235,862,449 $ (за іншими даними 235,810,910 $), тобто загалом 413,106,170 $ (за іншими даними 413,054,631 $) при бюджеті 150 млн $.

### Нагороди і номінації[12]
| Рік  | Нагорода                           | Категорія                                                   | Номінант       | Результат |
| ---- | ---------------------------------- | ----------------------------------------------------------- | -------------- | --------- |
| 2009 | Teen Choice Awards                 | Choice Movie Villain                                        | Генк Азарія    | Номінація |
| 2009 | Teen Choice Awards                 | Choice Movie Actress: Comedy                                | Емі Адамс      | Номінація |
| 2009 | Teen Choice Awards                 | Choice Movie Actor: Comedy                                  | Емі Адамс      | Номінація |
| 2009 | Teen Choice Awards                 | Choice Movie: Comedy                                        | стрічка        | Перемога  |
| 2009 | Alliance of Women Film Journalists | Sequel That Shouldn't Have Been Made Award                  | стрічка        | Номінація |
| 2010 | Young Artist Awards                | Best Performance in a Feature Film - Supporting Young Actor | Джейк Черрі    | Номінація |
| 2010 | Вибір народу                       | Улюблений сімейний фільм                                    | стрічка        | Номінація |
| 2010 | MTV Movie Awards                   | Найкраще комедійне виконання                                | Бен Стіллер    | Номінація |
| 2010 | Leo Awards                         | Best Stunt Coordination in a Feature Length Drama           | Дж. Дж. Макаро | Номінація |

### Виноски
1. 1 2  Night at the Museum: Battle of the Smithsonian: Release Info (англ.). Internet Movie Database. Процитовано 14 листопада 2014.
2. 1 2  Ночь в музее 2 (рос.). КиноПоиск. Процитовано 14 листопада 2014.
3. 1 2  Night at the Museum: Battle of the Smithsonian (англ.). Internet Movie Database. Процитовано 14 листопада 2014.
4. 1 2 3 4 5  Night at the Museum: Battle of the Smithsonian (англ.). Box Office Mojo. Процитовано 14 листопада 2014.
5. 1 2 3 4  Night at the Museum: Battle of the Smithsonian (англ.). The Numbers. Процитовано 14 листопада 2014.
6. ↑  Night at the Museum: Battle of the Smithsonian (англ.). AllMovie. Процитовано 14 листопада 2014.
7. ↑  Night at the Museum: Battle of the Smithsonian: Full Cast & Crew (англ.). Internet Movie Database. Процитовано 14 жовтня 2014.
8. ↑  Night at the Museum: Battle of the Smithsonian (англ.). Rotten Tomatoes. Процитовано 9 лютого 2016.
9. ↑  Night at the Museum: Battle of the Smithsonian (англ.). Metacritic. Процитовано 9 лютого 2016.
10. ↑  Night at the Museum: Battle of the Smithsonian — Ukraine Weekend Box Office (англ.). Box Office Mojo. Процитовано 14 листопада 2014.
11. ↑  Ukraine Yearly Box Office. 2009 (англ.). Box Office Mojo. Процитовано 14 листопада 2014.
12. ↑  Night at the Museum: Battle of the Smithsonian: Awards (англ.). Internet Movie Database. Процитовано 14 листопада 2014.